# Irvingiaceae
Irvingiaceae är en familj av tvåhjärtbladiga växter. Irvingiaceae ingår i ordningen malpigiaordningen, klassen tvåhjärtbladiga blomväxter, divisionen fanerogamer och riket växter.
Kladogram enligt Catalogue of Life:
| Irvingiaceae | \| \| Desbordesia \| \| \| \| \| \| Irvingia \| \| \| \| \| \| Klainedoxa \| \| \| \| |
|              | \| \| Desbordesia \| \| \| \| \| \| Irvingia \| \| \| \| \| \| Klainedoxa \| \| \| \| |
|              | Centroplacaceae                                                                       |
|              |                                                                                       |
|              | Elatinaceae                                                                           |
|              |                                                                                       |
|              | Euphorbiaceae                                                                         |
|              |                                                                                       |
|              | Clusiaceae                                                                            |
|              |                                                                                       |
|              | Lacistemataceae                                                                       |
|              |                                                                                       |
|              | Linaceae                                                                              |
|              |                                                                                       |
|              | Pandaceae                                                                             |
|              |                                                                                       |
|              | Passifloraceae                                                                        |
|              |                                                                                       |
|              | Phyllanthaceae                                                                        |
|              |                                                                                       |
|              | Picrodendraceae                                                                       |
|              |                                                                                       |
|              | Putranjivaceae                                                                        |
|              |                                                                                       |
|              | Salicaceae                                                                            |
|              |                                                                                       |
|              | Violaceae                                                                             |
|              |                                                                                       |
|              | Desbordesia                                                                           |
|              |                                                                                       |
|              | Irvingia                                                                              |
|              |                                                                                       |
|              | Klainedoxa                                                                            |
|              |                                                                                       |

|  | Desbordesia |
|  |             |
|  | Irvingia    |
|  |             |
|  | Klainedoxa  |
|  |             |

## Bildgalleri

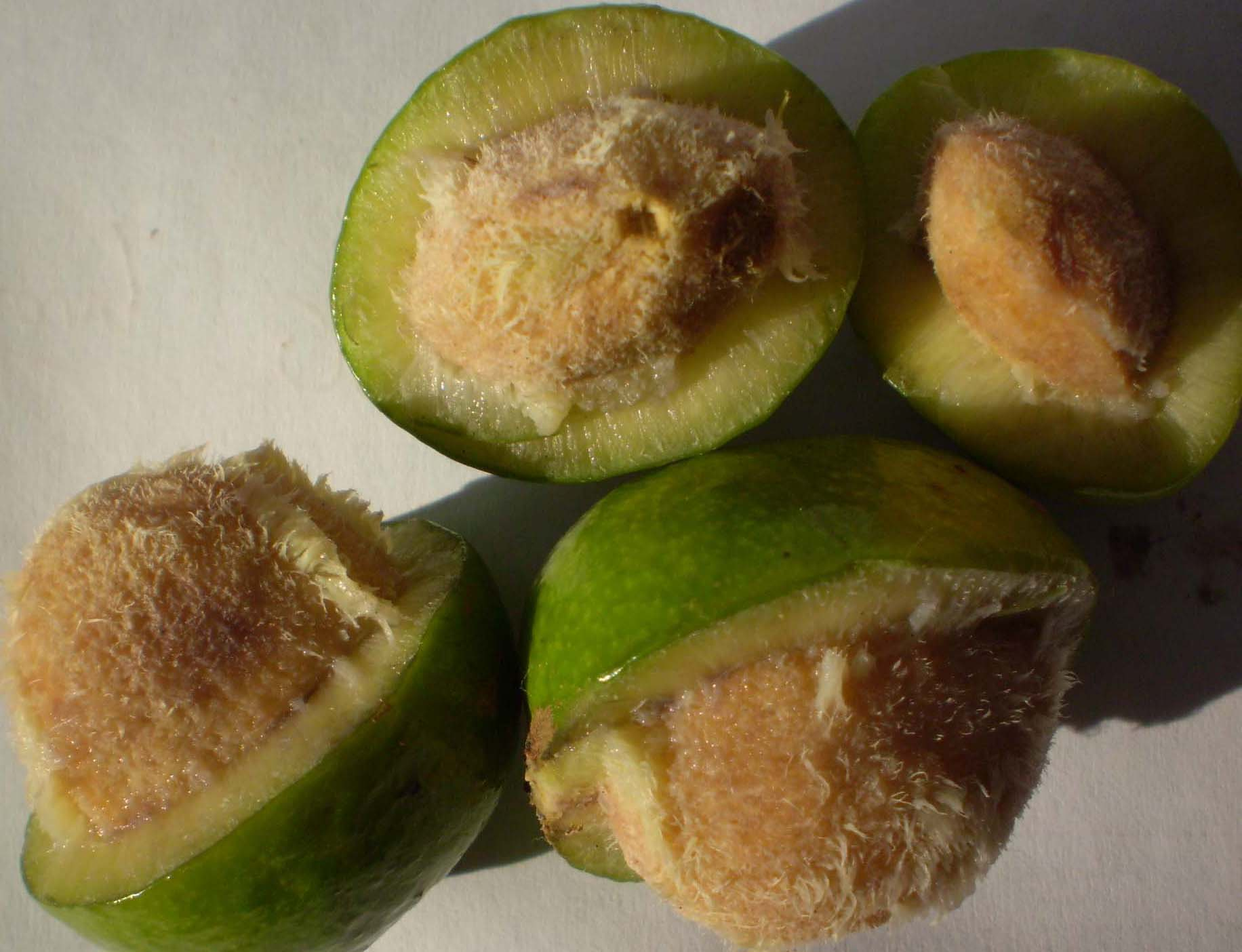
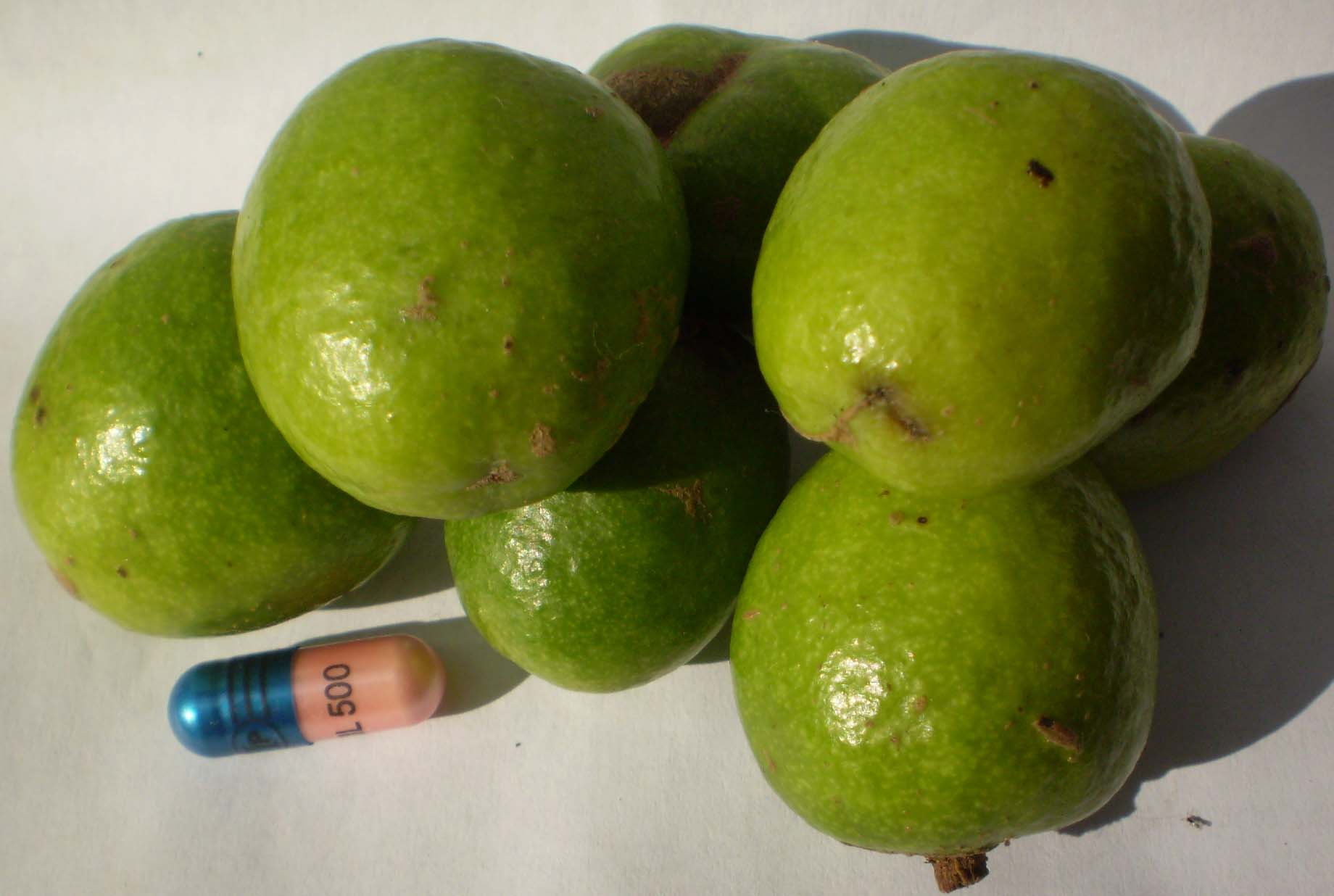